# Palkův průliv

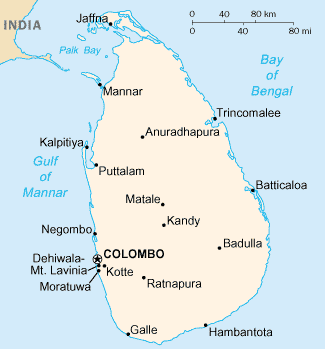
Mapa ostrova Cejlon spolu s průlivem

Palkův průliv (tamilsky பாக்கு நீரிணை, Pákku níriņai, anglicky Palk Strait) je průliv mezi Indickým subkontinentem a ostrovem Cejlon. Spojuje Bengálský záliv a Mannárský záliv. Jeho šířka je od 64 do 137 km. Průliv je pojmenovaný po Robertu Palkovi, guvernérovi britského Madráského prezidentství.
V průlivu je řetěz korálových mělčin nazývaný Adamův most. V indickém eposu Rámájana se uvádí, že tento je umělého původu a vybudoval ho král Ráma.